# Episodi di Il commissario Köster (quarantesima stagione)
La quarantesima stagione della serie televisiva Il commissario Köster è stata trasmessa in prima visione negli Germania da ZDF dal 2016. 
In Italia, è stata trasmessa come quinta stagione della serie televisiva Il commissario Voss.
| n. | Titolo originale | Titolo italiano | Prima TV Germania | Prima TV Italia |
| -- | ---------------- | --------------- | ----------------- | --------------- |
| 1  | Machtgefühle     |                 | 1 marzo 2016      |                 |
| 2  | Tödliche Ideale  |                 | 18 marzo 2016     |                 |
| 3  | Liebesrausch     |                 | 25 marzo 2016     |                 |
| 4  | Die Angst danach |                 | 1 aprile 2016     |                 |
| 5  | Paradiesvogel    |                 | 8 aprile 2016     |                 |